# Sofronio Española
Sofronio Española est une ville de 2e classe de la province de Palawan aux Philippines. Selon le recensement de 2015 elle compte 32 876 habitants.

## Barangays
Sofronio Española est divisée en 9 barangays.
- Abo-Abo
- Iraray
- Isumbo
- Labog
- Panitian
- Pulot Center
- Pulot Interior
- Pulot Shore
- Punang

## Démographie
| Année | Habitants | Évolution |
| ----- | --------- | --------- |
| 1995  | 22 986    | -         |
| 2000  | 26 801    | 3,35 %    |
| 2007  | 28 698    | 0,95 %    |
| 2010  | 29 997    | 1,62 %    |
| 2015  | 32 876    | 9,6 %     |